# Adh-Dhàhir Jàqmaq
Al-Màlik adh-Dhàhir Sayf-ad-Din Jàqmaq —àrab: الملك الظاهر سيف الدين جقمق, al-Malik aẓ-Ẓāhir Sayf ad-Dīn Jaqmaq; turc: Çakmak—, més conegut simplement com a adh-Dhàhir Jàqmaq o Jàqmaq o, segons la pronúncia turca, Čakmak (c. 1372-1453), soldà mameluc de la branca burjita (1438-1453).
Era un antic mameluc del sultà Barquq i va ascendir a poc a poc fins que sota el sultà Barsbay (1422-1438) va arribar a camarlenc (president del tribunal administratiu) i més tard atabeg (cap de l'exèrcit). A la mort de Barsbay aquest el va designar regent del seu fill menor al-Màlik al-Aziz Yússuf. Les disputes entre els cossos de mamelucs formats pels sultans Barquq, an-Nàssir Fàraj, al-Muàyyad Xaykh i Barsbay, van obligar a Čakmak a agafar directament el poder, i va deposar el jove Yússuf que va quedar empresonat a la ciutadella; Yússuf va poder fugir però fou capturat i enviat a Alexandria en residència vigilada. Els governadors de Damasc i d'Alep que havien donat suport a la reclamació al tron de Yússuf, foren derrotats militarment i executats. Després del 1439 Čakmak va gaudir del poder sense oposició.
Amb la justificació de combatre els pirates de la Mediterrània, va enviar vaixells a Xipre i a Rodes, però en aquesta illa els egipcis foren derrotats pels cavallers de Sant Joan. Nous atacs a Rodes es van produir el 1442 i el 1444 que igualment foren rebutjats, i finalment va signar la pau amb els cavallers.
Va estar amb pau amb els diversos prínceps musulmans i fins i tot va autoritzar al timúrida Xah Rukh (fill de Tamerlà) a posar un tapís a la Kaaba que fins aleshores era privilegi dels sultans egipcis. Un incident en què el poble, que odiava als mongols, va atacar una ambaixada timúrida de la que feia part una de les vídues de Tamerlà, no va tenir conseqüències. També va tenir bones relacions amb els otomans i altres emirs de l'Àsia Menor. Va establir diverses normatives per fer front als problemes que causaven els monopolis de l'estat, perjudicant especialment a cristians i jueus. Era un home pietós i estalviador i només gastava diners en els savis, pagant fortes quantitats per alguns llibres.
El 1453, abans de morir, quan tenia més de 80 anys, va fer jurar com a successor al seu fill Uthman, al que el califa va confirmar com a sultà. Va morir poc després i el seu enterrament fou una gran mostra de dol.